# Facula

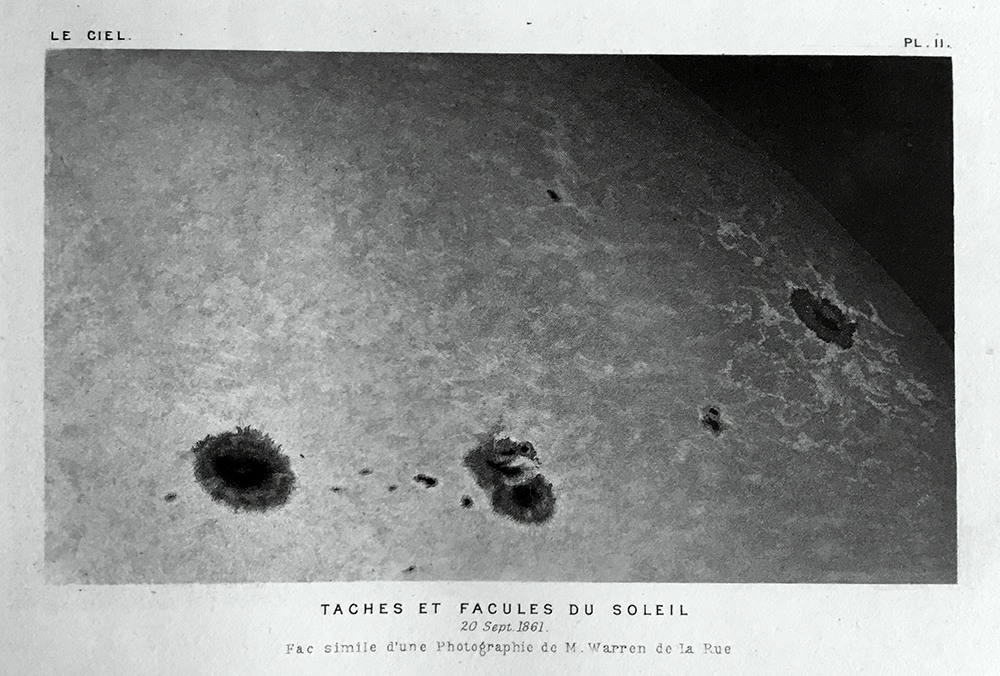
Taches et facules du soleil le 20 septembre 1861 - photo de Warren de la Rue.

En astronomie, une facula (pluriel : faculae) ou facule (pluriel : facules) ou plage faculaire est littéralement un « point lumineux ».

## Description
Ce terme est utilisé dans la nomenclature planétaire pour nommer certaines caractéristiques géomorphologiques des surfaces solides des planètes telluriques et des satellites naturels.
Il s'agit également de taches brillantes observées en grand nombre à la surface du Soleil, le plus souvent au voisinage des taches sombres. Néanmoins, on les observe à des latitudes solaires élevées, où l'on n'observe aucune tache solaire, ce qui en fait un domaine d'étude d'avenir.
Il s'agit de structures granuleuses brillantes situées à la surface du Soleil. Elles sont légèrement plus chaudes ou plus froides que la photosphère environnante. Une tache solaire a toujours une facule associée, bien que des facules puissent exister en dehors de ces taches. Les facules sont visibles en lumière blanche ordinaire près du limbe du Soleil (bord apparent), où le fond photosphérique est plus sombre que près du centre du disque. Les extensions des facules jusque dans la chromosphère deviennent visibles sur tout le disque dans les spectrohéliogrammes pris aux longueurs d'onde de l'hydrogène ou de la vapeur de calcium ionisé. Lorsqu'elles sont vues dans la chromosphère, elles sont appelées plages.